# Агакишиева, Зарнигяр Фети кызы
Зарнигяр Фети кызы Агакишиева (азерб. Zərnigar Fəti qızı Ağakişiyeva; 6 ноября 1945, Рустов, Кубинский район — 8 февраля 2018, Баку) — азербайджанская актриса театра и кино, Народная артистка Азербайджанской Республики (2000), лауреат Ордена Славы (2014), лауреат Государственной премии Азербайджанской ССР.

## Биография
Зарнигар Фети кызы Агакишиева (Агакиши — имя её деда по отцовской линии) родилась в 1945 году в селе Рустов Губинского района. В 12 лет в качестве фамилии выбрала имя деда по отцу.
В 1972 году окончила факультет «Актер драмы и кино» Азербайджанского государственного художественного института имени М. А. Алиева.
Зарнигар Агакишиева скончалась от сердечной недостаточности 8 февраля 2018 года в Баку. 9 февраля 2018 года её похоронили рядом с родителями на городском кладбище Губы.

## Творчество
После завершения образования З.Агакишиева, некоторое время проработавшая актрисой Учебного театра, сыграла роль Мамаевой в драме А.Островского «Мудрецы», первый спектакль которой был показан в Азербайджанском государственном академическом национальном драматическом театре 19 мая 1973 года по приглашению режиссёра Ашрафа Гулиева. С 1974 года принята актрисой в актёрский состав Академического национального драматического театра.
По характерным особенностям творчество Зарнигар Агакишиевой больше соответствует поэтическим показателям реалистической актёрской школы. Созданные ею персонажи всегда вызывали интерес у зрителей:
- Татьяна («Леса» М. Горького)
- Хураман (С. Вургун «Вагиф»)
- Рассвет (С. Даглы «Шепот теней»)
- Зейнаб (Б. Вагабзаде «Кто прав?»)
- Ювелирные изделия (Гранат «Тахмина и Заур»)
- Камала (И. Эфендиев «Странный мальчик»)
- Фахранда Ханум (И. Эфендиев «Песня осталась в горах»)
- Бернардо (Федерико Гарсиа Лорка «Волчица»)
- Пари Ханум (М. Ф. Ахундов «Министр Ленкоранского хана»)
- Женщина («Призрак на почте» Эльчина)
- Жасмин (С. С. Ахундов «Любовь и месть»)
- Мать (Б. Вагабзаде «Дерево виселицы»)
- Женщина (Н. Хикмет «Череп»)
- Кербалаи Фатма (Дж. Мамедгулузаде «Мертвые»)

Тот факт, что актрисе дали всего 2 роли на сцене в 1989—1992 годах, стал причиной её ухода из театра. Через 7 лет она вернулась в театр по приглашению Адалата Велиева. Зарнигар Агакишиева появлялась в телепередачах, подготовленных Азербайджанским государственным телевидением, и во многих фильмах производства «Азербайджанфильм». Она сыграла главные, второстепенные и эпизодические роли в фильмах.

## Награды
- Заслуженный артист Азербайджана — В 1982 году;
- Народный артист Азербайджана — В 2000 году;
- Президентский стипендиат — В 2005 году[5][6].
- Орден Слава — В 2014 году;
- Премия Джафара Джаббарлы — В 2015году;[7].

## Фильмография
1. Дело 777 (фильм, 1992) (художественный фильм)
2. Всадник на белом коне (фильм, 1995) (полнометражный художественный фильм) — голос в фильме: Бабушка Мирвари (Седая Мустафаева)
3. Семья Атаевых (фильм, 1978)
4. Садовый сезон (фильм, 1985)
5. Маленький пастух (фильм, 1985)
6. Белая жизнь (фильм, 2003)
7. Наша странная судьба (фильм, 2005)
8. Вихрь (фильм, 1986)
9. Юбилей Данте (фильм, 1978)
10. Скажи, что любишь меня! (фильм, 1977)
11. Стена (фильм, 1991)
12. Преданные (фильм, 1986)
13. «Француз» (фильм, 1995)
14. Растрел отменяется (фильм, 2002)
15. Все к лучшему (фильм, 1997)
16. Ждите знака с моря (фильм, 1986)
17. Мужчины (фильм, 1979)
18. Старый паром (фильм, 1984)
19. Старомодная комедия (фильм, 1981)
20. Вырванное с корнем пианино (фильм, 1982)
21. Кавказ (фильм, 2007)
22. Чёрная «Волга» (фильм, 1994)
23. Окно печали (фильм, 1986)
24. Девичья башня (фильм, 2000)
25. Трактирщик (фильм, 1978)
26. Мезозойская история (фильм, 1976)
27. Я твой дядя (фильм, 2001)
28. Тысяча и одно слово (фильм, 1997)
29. Как прекрасен мир… (фильм, 1999)
30. Руки и шеи с огнем (фильм, 2002)
31. Его бедовая любовь (фильм, 1980)
32. Ордан бурдан (фильм, 1987)
33. Храм воздуха (фильм, 1989 г.)
34. Прошлой ночью (фильм, 1978)
35. Другая жизнь (фильм, 1987)
36. Другой раз (фильм, 1996)
37. Парк (фильм, 1983)
38. Сары Гялин (фильм, 1998)
39. Сказка о человеке в жёлтой рубашке (фильм, 1980)
40. Дьявол на виду (фильм, 1987)
41. Тахмина (фильм, 1993)
42. «Япон» и японец (фильм, 1990)
43. Мерзавец (фильм, 1988)
44. Яраса (фильм, 1995)
45. Дорожное происшествие (фильм, 1980)
46. Сон (фильм, 2001)
47. Подвал (фильм, 1990)